# Козлов, Никита Иванович
Ники́та Ива́нович Козло́в (1911—1959) — лейтенант Советской Армии, участник Великой Отечественной войны, Герой Советского Союза (1943).

## Биография
Никита Козлов родился 13 (26) октября 1911 года в деревне Карамино Онежского уезда Архангельской губернии (ныне Онежского района Архангельской области). После окончания начальной школы работал мастером на лесоразработках. В 1941 году Козлов был призван на службу в Рабоче-крестьянскую Красную Армию. С первых дней Великой Отечественной войны — на её фронтах. К октябрю 1943 года старший сержант Никита Козлов командовал башней танка 219-й танковой бригады 1-го механизированного корпуса 37-й армии Степного фронта. Отличился во время битвы за Днепр.
В ночь с 1 на 2 октября 1943 года Козлов в составе своего батальона переправился через Днепр в районе села Калужино Верхнеднепровского района Днепропетровской области Украинской ССР. Во время боёв на западном берегу он уничтожил более 50 немецких солдат и офицеров, подбил 2 вражеских танка.
Указом Президиума Верховного Совета СССР от 20 декабря 1943 года старший сержант Никита Козлов был удостоен высокого звания Героя Советского Союза с вручением ордена Ленина за номером 18992 и медали «Золотая Звезда» за номером 3944.
После окончания войны Козлов окончил Харьковское танковое училище. В 1948 году в звании лейтенанта был уволен в запас. Проживал и работал в городе Онега. Умер 3 мая 1959 года, похоронен на воинском кладбище в Онеге.
Был также награждён рядом медалей в том числе двумя медалями "За отвагу".

## Память
В честь Козлова названа улица в Онеге.
В 1989 году министерством связи СССР был выпущен художественный маркированный конверт с портретом Н.И.Козлова (04.08.89 г.)